# Комплетт Арена
«Комплетт Арена» (норв. Komplett.no Arena) — футбольний стадіон у місті Саннефіорд, Норвегія, домашня арена ФК «Саннефіорд».
Стадіон побудований та відкритий 2007 року потужністю 9 000 глядачів, більшість місць з яких накриті дахом. Конструкція арени передбачає розширення до 12 000 глядацьких місць. Рекорд відвідування встановлений 21 липня 2007 року під час матчу-відкриття стадіону. Тоді за дійством спостерігало 8 103 глядачі.